# Sven Fristedt
Sven Vilhelm Fristedt, född 29 november 1940 i Solna landskommun, Stockholms län, död 18 juni 2025 i Simrishamn, Skåne, var en svensk textilformgivare. 

## Biografi
Fristedt började skapa i lera i ungdomsåren och senare i måleri. Efter avslutad skolgång studerade han på 1950-talet vid Konstfack i Stockholm och på Beckmans designhögskola. På Beckmans hade han Göta Trägårdh som lärare. Hon såg hans talang och ordnade en praktikplats för honom vid Borås Wäfveri där han redan under studietiden skapade mönster som kom i produktion. Efter Konstfack arbetade han först för Mab & Mya, där han kom i kontakt med modeskaparen Katja Geiger och tillsammans skapade de ett par färgglada kollektioner. Fristedt började arbeta med textilformgivning för Borås Wäfveri 1965 och blev kvar där till 1990. 
Under en arbetsdag vid Borås Wäfveri satt han och målade mönster på en kartongbit, några kolleger tittade på skissen och påpekade att detta inte skulle kunna gå att trycka. Hans chef Inez Svensson fick se skissen och menade att man kunde göra ett försök. Mönstret som fick namnet Plexus kom att bli en av företagets största försäljningsfamgångar. Åren 1968–1985 mönstergav han tyg för IKEA som producerades av Borås Wäfveri.
Han var konstnärlig ledare för Borås Wäfveri 1975–1977 och skapade under sin tid vid fabriken bland annat mönstren Loppcirkus, Airport och Puzzel.
Fristedt är representerad på Nationalmuseum,
Röhsska museet och Designarkivet.